# Пенелопа амазонійська
Пенелопа амазонійська (Penelope jacquacu) — вид куроподібних птахів родини краксових (Cracidae).

## Поширення
Вид поширений у верхньому басейні річки Оріноко і західній частині Амазонки в Болівії, Бразилії, Колумбії, Еквадорі, Французькій Гвіані, Перу, Суринамі і Венесуелі. Мешкає у хмарному лісі, сезонно затоплюваних лісах та у низинних вологих тропічних лісах.

## Опис
Птах завдовжки від 66 до 75 см, вага від 1,15 до 1,7 кг. Має гребінь з пір’ям, облямованим білим; оперення на шиї і потилиці чорнувате з білими смугами, спина від коричневого до оливкового кольору або іноді чорнувата у самців; на череві рудий або червонуватий. Має неоперене червоне горло.

## Спосіб життя
Трапляється поодинці, парами або невеликими групами. Раціон складається з насіння (особливо насіння пальм) і м'яких фруктів. Поживу шукає на середніх і високих ділянках дерев, лише зрідка на землі. Сезон розмноження у Венесуелі триває з січня по квітень, в Перу – з серпня по вересень. Вони будують просте гніздо з листя на деревах на висоті до 5 м. У кладці два яйця, інкубація триває чотири тижня.

## Підвиди
Включає чотири підвиди:
- Penelope jacquacu granti - від південної Венесуели до Гвіани та північної бразильської Амазонки.
- Penelope jacquacu orienticola - на південний схід від Венесуели та на північний захід від Бразилії на північ від Амазонки
- Penelope jacquacu jacquacu - від східної Колумбії до Болівії та прилеглих регіонів бразильської Амазонії
- Penelope jacquacu speciosa - східна Болівія